# Abou El Kacem Hadji
Abou El Kacem Hadji (sinh ngày 22 tháng 8 năm 1990, ở Oujda, Maroc) là một cầu thủ bóng đá người Algérie thi đấu cho câu lạc bộ tại Giải bóng đá hạng nhất quốc gia Algérie MO Béjaïa.

## Sự nghiệp câu lạc bộ
Ngày 4 tháng 1 năm 2012, Hadji được cho mượn bởi WA Tlemcen đến MC Alger đến hết mùa giải.